# 17 (鈴木このみのアルバム)
『17』（セブンティーン、Seventeen）は、鈴木このみの1枚目のオリジナルアルバム。2014年2月26日にメディアファクトリーから発売された。
鈴木自身が17歳になったことを記念したアルバムで、前半は自身がライブで歌う曲を収録している。そのため鈴木自身ライブを意識した内容であることは実感しているという。
販売形態は、初回限定盤（ZMCZ-9123）と通常盤（ZMCZ-9124）の2種リリースで、初回限定盤には「CHOIR JAIL」、「夢の続き」、「DAYS of DASH」のアレンジバージョンのレコーディング風景、および「AVENGE WORLD」のフルPVとメイキングを収録したDVDが同梱されている。

## 音楽性
1曲目「DAYS of DASH」は、2ndシングル曲であり、テレビアニメ『さくら荘のペットな彼女』のエンディングテーマ。
2曲目「夢の続き」は、3rdシングル曲であり、テレビアニメ『さくら荘のペットな彼女』のオープニングテーマ。
3曲目「CHOIR JAIL」は、1stシングル曲であり、テレビアニメ『黄昏乙女×アムネジア』のオープニングテーマ。
4曲目「私がモテないのはどう考えてもお前らが悪い」は、4thシングル曲であり、テレビアニメ『私がモテないのはどう考えてもお前らが悪い!』のオープニングテーマ。
5曲目「運命のEngagement」は、オンラインゲーム『エンゲージナイツ』の主題歌。『ロード・オブ・ザ・リング』を彷彿とさせる儚い希望を歌ったメロディアスな曲。レコーディング自体は2013年の時点で既に行われているという。
6曲目「AVENGE WORLD（Album Ver.）」は、5thシングル曲であり、テレビアニメ『フリージング ヴァイブレーション』のオープニングテーマである「AVENGE WORLD」のアルバムバージョンで、原曲と違いイントロにギターの音色が取り入れられている。
7曲目「囚人 -Paradox 2013-」は、3rdシングルカップリング曲。
8曲目「世界は疵を抱きしめる（Album Ver.）」は、5thシングル曲であり、テレビアニメ『フリージング ヴァイブレーション』のエンディングテーマである「世界は疵を抱きしめる」のアルバムバージョンで、原曲ではBGMの音色で開始するが、本作ではそれをBGMの代わりに声で開始するアレンジが施されている。
9曲目「あなたに」は、作詞を手掛けた紗希との接点を見出した曲で、レコーディング時はバラードということもかなり苦労したことを明かしている。
10曲目「約束の続き」は、2012年11月7日の16歳の誕生日に披露した曲。そのため鈴木自身CDに収録される日を待ち望んでいたという。
11曲目「Tears BREAKER（Album Ver.）」は、4thシングル曲であり、トレーディングカードゲーム『Ange Vierge』の主題歌である「Tears BREAKER」のアルバムバージョン。
12曲目「追憶の黒き魔剣士（2014MIX Ver.）」は、Dragon Guardianのベストアルバム『THE BEST OF DRAGON GUARDIAN SAGA』にフィーチャリングで参加した時に歌った「追憶の黒き魔剣士」のリミックスバージョン。原曲のレコーディングではアーサーに物語の内容を聴いた上で「溜めて歌う」ことを意識したが、リミックス版は感情の起伏を表現するため野獣性を重視して行なったという。
13曲目「I say "Happy day!"」は、鈴木が15歳の時に歌った明るい曲。自身によればライブ感があるため客との掛け合いが楽しめることを明かしており、レコーディング時はファンに歌いかけることを意識して行なったという。
14曲目「Open Heart」は、ファンと一緒に成長することを歌っている。
15曲目「DAYS of DASH（Pf Ver.）」は、1曲目「DAYS of DASH」のピアノバージョンで、原曲に比べ大人っぽさが意識されているという。

## 収録内容
| #         | タイトル                                                                       | 作詞                                       | 作曲           | 編曲               | 時間  |
| --------- | ------------------------------------------------------------------------------ | ------------------------------------------ | -------------- | ------------------ | ----- |
| 1.        | 「DAYS of DASH」                                                               | 畑亜貴                                     | 白戸佑輔       | 白戸佑輔           | 4:11  |
| 2.        | 「夢の続き」                                                                   | Riryka                                     | 白戸佑輔       | 中村タイチ         | 4:12  |
| 3.        | 「CHOIR JAIL」                                                                 | 畑亜貴                                     | 田代智一       | 田代智一、浦田尚克 | 3:52  |
| 4.        | 「私がモテないのはどう考えてもお前らが悪い」(歌：鈴木このみ n' キバオブアキバ) | キバオブアキバ                             | キバオブアキバ | キバオブアキバ     | 3:18  |
| 5.        | 「運命のEngagement」                                                           | 磯谷佳江                                   | 小野貴光       | 小野貴光           | 3:37  |
| 6.        | 「AVENGE WORLD (Album Ver.)」                                                  | 畑亜貴                                     | 囚人           | 囚人、後藤康二     | 3:59  |
| 7.        | 「囚人 -Paradox 2013-」                                                        | 囚人P                                      | 囚人P          | 囚人P              | 4:58  |
| 8.        | 「世界は疵を抱きしめる (Album Ver.)」                                          | 畑亜貴                                     | 囚人           | 囚人、後藤康二     | 4:08  |
| 9.        | 「あなたに」                                                                   | 紗希                                       | 紗希           | 紗希               | 4:43  |
| 10.       | 「約束の続き」                                                                 | 辻純更、白戸佑輔                           | 白戸佑輔       | 白戸佑輔           | 4:45  |
| 11.       | 「Tears BREAKER (Album Ver.)」                                                 | 畑亜貴                                     | 奥井康介       | 奥井康介           | 4:23  |
| 12.       | 「追憶の黒き魔剣士 (2014MIX Ver.)」                                            | 勇者アーサー、ナイツ・オブ・ドラゴン刃夜斗 | 勇者アーサー   | 勇者アーサー       | 5:08  |
| 13.       | 「I say "Happy day!"」                                                         | 畑亜貴                                     | 白戸佑輔       | 白戸佑輔           | 4:07  |
| 14.       | 「Open Heart」                                                                 | 畑亜貴                                     | eba            | eba                | 3:33  |
| 15.       | 「DAYS of DASH (Pf Ver.)」                                                     | 畑亜貴                                     | 白戸佑輔       | 白戸佑輔           | 2:12  |
| 合計時間: | 合計時間:                                                                      | 合計時間:                                  | 合計時間:      | 合計時間:          | 61:13 |

| #  | タイトル                                                         | 作詞 | 作曲・編曲 |
| -- | ---------------------------------------------------------------- | ---- | ---------- |
| 1. | 「CHOIR JAIL（BandアレンジVer.）」(スタジオレコーディング映像)   |      |            |
| 2. | 「夢の続き（BandアレンジVer.）」(スタジオレコーディング映像)     |      |            |
| 3. | 「DAYS of DASH（BandアレンジVer.）」(スタジオレコーディング映像) |      |            |
| 4. | 「AVENGE WORLD」(フルサイズMusic Clip)                           |      |            |
| 5. | 「AVENGE WORLD」(メイキング映像)                                 |      |            |

## チャート
| チャート（2014年）                                 | 最高位 |
| -------------------------------------------------- | ------ |
| オリコン                                           | 34     |
| Billboard JAPAN Top Albums                         | 33     |
| Billboard JAPAN Top Independent Albums and Singles | 10     |